# Tom Chaplin
Thomas Oliver Chaplin (* 8. března 1979, Hastings) je anglický skladatel, písničkář a především zpěvák britské rockové skupiny Keane.

## Život

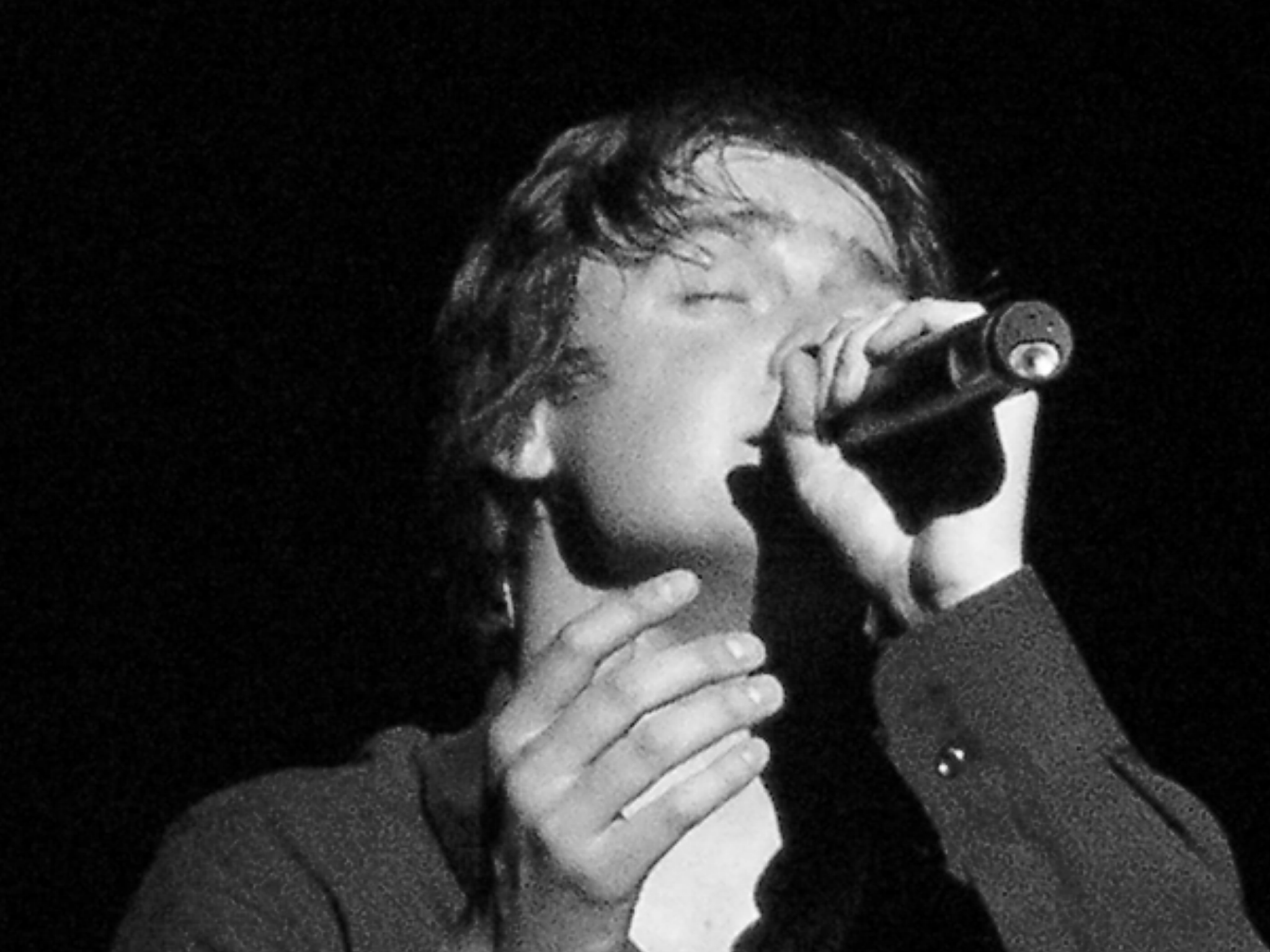

Thomas Chaplin se narodil do rodiny Davida Chaplina, držiteli Řádu britského impéria, a jeho manželky Sally Taylor. O jeden měsíc později se narodil také Tom, bratr budoucího zpěváka Tima Rice-Oxleye. Právě ten později přesvědčí své další dva kamarády a Chaplina, aby založili hudební skupinu, budoucí Keane.
David Chaplin, krom toho že byl držitel Řádu britského impéria, byl i ředitelem Vinehallské školy v Robertsbridge, Zde Tom studoval také s budoucím členem skupiny, Richardem Hughesem. Poté přešel na Tonbridgskou školu, kde se setkal s kytaristou Dominicem Scottem, dalším budoucím členem skupiny. Toto složení, Chaplin, Rice-Oxley, Hughes a Scott vydrželo až do roku 2001, kdy Scott ze skupiny odešel. Sám Tom v průběhu studií hrál v několika školních hrách a byl součástí školního sboru. V té době ale pouze hrál na flétnu.
V červenci 1997 Chaplin odcestoval do jižní Afriky za Denisem Urbanem. O rok později se znovu vrátil do Anglie a hned nato měli se skupinou první koncert. Krátce po návratu začal Tom studovat dějiny umění v Edinburghu.
V roce 2006 Chaplin přiznal, že byl na léčení kvůli problémům s drogami. V červnu 2011 se oženil s Natalií Diveovou. Dne 20. března 2014 se tomuto páru narodila dcera.
Chaplin říkal, že má v úmyslu vydat v blízké budoucnosti, během přestávky s Keane, sólové album.
Tom je fanouškem kriketu a dokonce byl požádán o účast na akci na oslavu 65. narozenin Freddieho Mercury. Podporuje charitativní organizaci Rwanda Aid, zaměřenou na pomoc lidem v chudých oblastech Rwandy.

## Kariéra

### Keane
V roce 1995 Scott, Rice-Oxley a Hughes založili hudební skupinu, tehdy nazvanou The Lotus Eater. Ta hrála především hity skupin U2, Oasis nebo The Beatles. Rice-Oxley po krátké době pozval do skupiny i Chaplina, především kvůli hře na akustickou kytaru. Chaplin ale brzy kytaru nahradil mikrofonem a stal se hlavním zpěvákem skupiny. V roce 1997 byla skupina přejmenována na Cherry Keane, ještě toho roku ale z názvu ubylo Cherry a vznikl současný název Keane.
Chaplin je členem skupiny i v současnosti, je především zpěvák.